# Volkmar Falk
Volkmar Falk (* 17. Januar 1965) ist ein deutscher Herzchirurg und Hochschullehrer. Er ist seit Oktober 2014 Ärztlicher Direktor und Direktor der Klinik für Herz-, Thorax- und Gefäßchirurgie des Deutschen Herzzentrums der Charité (DHZC).

## Beruflicher Werdegang
Falk studierte von 1986 bis 1992 Humanmedizin an der Universität Bonn und promovierte dort 1993. Seine chirurgische Ausbildung begann an der Universität Göttingen, die Facharztausbildung absolvierte Falk an der Klinik für Herzchirurgie des Herzzentrums Leipzig. 1998 wurde Falk Facharzt für Herzchirurgie. Ab 1998 war er Oberarzt an der Klinik für Herzchirurgie am Herzzentrum der Universität Leipzig, zwischenzeitlich arbeitete er ein Jahr (1999–2000) als wissenschaftlicher Mitarbeiter der Stanford University in Palo Alto, Kalifornien.
2001 habilitierte Falk sich an der Medizinischen Fakultät der Universität Leipzig. 2002 schloss er eine Weiterbildung für Spezielle Herzchirurgische Intensivmedizin ab. 2003 wurde er Leitender Oberarzt an der Klinik für Herzchirurgie am Herzzentrum der Universität Leipzig. 2007 wurde Falk zum W2-Professor für Herzchirurgie an der Universität Leipzig berufen.
Zum 1. Januar 2009 wurde Volkmar Falk Direktor der Klinik für Herz- und Gefäßchirurgie des Universitätsspitals Zürich sowie Professor für Herzchirurgie an der Universität Zürich.
Seit Oktober 2014 ist er Ordinarius der Klinik für Herz-, Thorax- und Gefäßchirurgie der Charité und Ärztlicher Direktor sowie Direktor der Klinik für Herz-, Thorax- und Gefäßchirurgie des Deutschen Herzzentrums Berlin (DHZB). Er ist in dieser Funktion Nachfolger von Roland Hetzer. Seit Oktober 2015 ist Falk auch Direktor der Klinik für Kardiovaskuläre Chirurgie der Charité (Campus Virchow Klinikum).
Falk ist spezialisiert auf die minimalinvasive und katheterbasierte Herzklappen-Chirurgie.
Im Dezember 2018 wurde Falk zum ordentlichen Professor für Translationale kardiovaskuläre Technologien an der ETH Zürich berufen.
2020 operierte er den Berliner Erzbischof Heiner Koch.

## Forschung und Lehre
Falk ist Mitbegründer des Innovationszentrums für computer-assistierte Chirurgie (ICCAS) an der Universität Leipzig, das 2005 im Rahmen der Förderinitiative "Unternehmen Region" vom Bundesministerium für Bildung und Forschung (BMBF) eingerichtet wurde.
Während seiner Tätigkeit in Zürich etablierte er zahlreiche Kooperationen mit der ETH Zürich und initiierte das "Zurich Heart" Projekt, ein interdisziplinäres Forschungsvorhaben zur Verbesserung bestehender und zur Erforschung völlig neuer Konzepte für Kreislauf-Unterstützungssysteme. Nach seinem Wechsel nach Berlin im Oktober 2014 leitet Falk das inzwischen rund 20 Forschungsgruppen umfassende Projekt weiter.
Im 2012 gegründeten Deutschen Zentrum für Herz- und Kreislaufforschung e.V. ist Falk als Principal Investigator (PI) am Standort Berlin Betreuer von zahlreichen Studien und Forschungsprojekten zur Diagnose und Therapie von Herz-Kreislauferkrankungen.
Falk ist der Autor oder Koautor von rund 750 wissenschaftlichen Publikationen in nationalen und internationalen Fachzeitschriften.

## Mitgliedschaften
Falk ist seit dem 13. Februar 2023 Präsident der Deutschen Gesellschaft für Thorax-, Herz- und Gefäßchirurgie und Mitglied der Europäischen Gesellschaft für Herz- und Thoraxchirurgie (DGTHG / EACTS).
Bei der Europäischen Gesellschaft für Kardiologie (ESC) ist Falk Mitglied im "ESC Clinical Practice Guidelines Committee" (CPG Committee).
In allen diesen Vereinigungen gehört er den Gremien zur Erstellung neuer Leitlinien und Empfehlungen zur Diagnostik und Behandlung für Herz-Kreislauferkrankungen an und wirkt an deren Veröffentlichung mit.
Falk gehört ferner der Internationalen Gesellschaft für Minimalinvasive Herzchirurgie (International Society of Minimally Invasive Cardiac Surgery, ISMICS), der Deutschen Gesellschaft für Kardiologie – Herz- und Kreislaufforschung e. V. (DGK), der Amerikanischen Gesellschaft für Herz-Thoraxchirurgie (American Association of Thoracic Surgery, AATS) sowie zahlreichen weiteren Verbänden und Gesellschaften an.
Falk ist Mitherausgeber des European Heart Journals, der wichtigsten europäischen Fachzeitschrift für kardiovaskuläre Erkrankungen. Insgesamt ist Falk als Mitherausgeber, Gutachter oder wissenschaftlicher Berater für 19 Fachzeitschriften tätig, unter anderem für das New England Journal of Medicine.

## Auszeichnungen
Im Jahr 2000 wurde Falk für seine Habilitationsarbeit der Ulrich-Karsten-Preis der Deutschen Gesellschaft für Herz-, Thorax- und Gefäßchirurgie verliehen.

## Privates
Falk ist verheiratet und Vater einer Tochter.

## Schriften
- Intraoperative Kontrolle von Koronararterienbypassen durch die Thermo-Coronar-Angiographie; unter besonderer Berücksichtigung der Arteria-Mammaria-Interna Bypasse. Dissertationsschrift an der Universität Bonn, 1993
- Experimentelle Entwicklung und klinische Implementierung eines Verfahrens zur endoskopischen Myokardrevaskularisation unter Anwendung eines computerunterstützten Telemanipulators. Habilitationsschrift an der Universität Leipzig 2001
- Weitere Veröffentlichungen